# شوغو أراي
شوغو أراي (باليابانية: 荒井 秀賀) (مواليد 29 أكتوبر 1999) هو لاعب كرة قدم ياباني.

## وصلات خارجية
- شوغو أراي على موقع رابطة كرة القدم اليابانية للمحترفين (اليابانية)
- شوغو أراي على موقع قاعدة بيانات كرة القدم.إي يو (الإنجليزية)
- شوغو أراي على موقع Soccerway.com (الإنجليزية)
- شوغو أراي على موقع عالم كرة القدم.نت (الإنجليزية)